# Carl Jakob Sundevall
Carl Jacob Sundevall (Högestad, Escània, 22 d'octubre del 1801 – Estocolm, 2 de febrer del 1875) fou un zoòleg suec.
Va estudiar a la Universitat de Lund, on va obtenir un grau de Filosofia el 1823. Va començar a treballar com a professor d'Economia el 1826. Després d'un viatge a les Índies Orientals entre el 1827 i el 1828, va fer un examen de metge el 1829 per treballar com a metge després. El 1833 va esdevenir col·laborador del Museu Suec d'Història Natural a Estocolm i el 1836 va ser nomenat professor de Zoologia i d'economia a Lund. Després d'haver participat en una expedició francesa a Spitsbergen, va començar a treballar com a conservador i catedràtic al mateix museu. Des del 1841 fins al 1871 va treballar al departament de vertebrats.